# Most za pešce
Most za pešce ali brv (tudi, nadhod za pešce ali prehod za pešce) je most namenjen izključno pešcem eventualno kolesarjem. Medtem ko je glavni pomen mostu konstrukcija, ki povezuje »dve točki na višini nad tlemi«, je brv lahko tudi nižja konstrukcija, kot je promenada, ki pešcem omogoča prečkanje mokrega, krhkega ali močvirnatega zemljišča. Mostovi segajo od odskočnih kamnov – verjetno najzgodnejših struktur, ki jih je naredil človek za premostitev vode – do izdelanih jeklenih, betonskih konstrukcij. Drug zgodnji most bi bil preprosto podrto drevo. V nekaterih primerih je brv lahko funkcionalna in umetniška.
Za podeželske skupnosti v državah v razvoju je lahko brv edini dostop skupnosti do zdravstvenih klinik, šol, podjetij in trgov. Preproste zasnove visečih mostov so bile razvite tako, da so trajnostne in jih je enostavno zgraditi na takih območjih z uporabo samo lokalnih materialov in dela.
Zaprta brv med dvema stavbama je včasih znana kot zračna pot. Mostovi, ki so namenjeni tako pešcem kot kolesarjem, se pogosto imenujejo zeleni mostovi in so pomemben del trajnostnega prometnega sistema.
Brvi so pogosto nameščene tako, da omogočajo pešcem prečkanje vode ali železnice na območjih, kjer v bližini ni cest. Postavljeni so tudi čez ceste, da omogočajo varno prečkanje pešcem, ne da bi upočasnili promet.

## Zgodnja zgodovina
Najenostavnejši tip mostu so kamni za stopanje, zato je bil to morda eden najzgodnejših tipov brvi. Neolitski ljudje so zgradili tudi obliko lesene dvignjene poti čez močvirja, od katerih sta primera Sweet Track in Post Track iz Anglije, ki sta stari okoli 6000 let. Nedvomno bi starodavna ljudstva uporabljala tudi mostove iz brun; to je lesena brv, ki je nastala naravno ali so drevo namerno podrti ali postavili čez potok. Nekateri izmed prvih umetnih mostov z velikim razponom so bili verjetno namerno podrta drevesa.
Med najstarejšimi lesenimi mostovi je Holzbrücke Rapperswil-Hurden, ki prečka zgornji del Züriškega jezera v Švici; prazgodovinski leseni piloti, odkriti zahodno od jezerskega jezu, segajo v leto 1523 pr. n. št. Prva lesena brv je vodila čez Züriško jezero, ki ji je sledilo več rekonstrukcij vsaj do poznega 2. stoletja našega štetja, ko je Rimsko cesarstvo zgradilo 6 metrov širok lesen most. Med letoma 1358 in 1360 je Rudolf IV., avstrijski vojvoda, čez jezero zgradil 'nov' lesen most, ki je bil v uporabi do leta 1878 - v dolžino je meril približno 1450 metrov in 4 metre v širino. 6. aprila 2001 je bila odprta obnovljena lesena brv, ki je najdaljši leseni most v Švici.
Most iz kamnitih plošč je starodavna oblika mostu, ki jo najdemo na barju Devon (Dartmoor in Exmoor) in v drugih gorskih območjih Združenega kraljestva, vključno s Snowdonia in Angleseyjem, Cumbrijo, Yorkshirom in Lancashirom. Tvorijo ga velike ravne kamnite plošče, pogosto granitne ali iz skrilavca, podprte na kamnitih opornikih (čez reke) ali pa na bregovih potokov. Čeprav se jim pogosto pripisuje prazgodovinski izvor, je bila večina postavljenih v srednjem veku, nekateri pa v kasnejših stoletjih. Znan primer najdemo v vasi Postbridge. Most je bil prvič omenjen v 14. stoletju in naj bi bil prvotno zgrajen v 13. stoletju, da bi tovornim konjem omogočil prečkanje reke. Dandanes se taki mostovi uporabljajo samo kot brvi.
Kapellbrücke je 204 metre dolga brv, ki prečka reko Reuss v mestu Luzern v Švici. Je najstarejši leseni pokriti most v Evropi in ena glavnih turističnih znamenitosti Švice. Most je bil prvotno zgrajen c. 1365 kot del luzernskih utrdb.
Zgodnji primer zračne poti je Vasarijev koridor, dvignjen, zaprt prehod v Firencah v Italiji, ki povezuje Palazzo Vecchio s palačo Pitti. Začne se na južni strani Palazzo Vecchio, nato se pridruži galeriji Uffizi in zapusti na njeni južni strani, prečka Lungarno dei Archibusieri in nato sledi severnemu bregu reke Arno, dokler ne prečka reke pri Ponte Vecchio. Zgrajena je bila v petih mesecih po naročilu vojvode  Cosima I. Medičejskega leta 1565 po načrtih Giorgia Vasarija.
Bankovski most je znameniti 25 metrov dolg most za pešce, ki prečka kanal Griboedov v Sankt Peterburgu v Rusiji. Tako kot drugi mostovi čez prekop je tudi obstoječa konstrukcija iz leta 1826. Posebno popularnost je most pridobil z oglatimi skulpturami štirih krilatih levov, ki kronajo opornike. Oblikoval jih je kipar Pavel Sokolov (1764-1835), ki je prispeval tudi leve za Levji most.

## Oblikovanje
Zasnova brvi običajno sledi enakim načelom kot za druge mostove. Ker pa so običajno precej lažji od mostov za vozila, so bolj občutljivi na vibracije, zato se dinamičnim učinkom pri načrtovanju pogosto namenja več pozornosti. Mednarodno pozornost so v zadnjih letih na to vprašanje pritegnile težave na mostu Passerelle Léopold-Sédar-Senghor v Parizu in Milenijskemu mostu v Londonu.
Da bi zagotovili, da so brvi dostopne invalidom in drugim osebam z motnjami gibanja, se dandanes skrbno preučuje tudi zagotavljanje dostopnih dvigal ali klančin, kot to zahteva ustrezna zakonodaja. Nekateri stari mostovi v Benetkah so zdaj opremljeni s stopniščnim dvigalom, tako da jih lahko prečkajo invalidi.

## Tipi
Tipi mostov za pešce so:
- Gredni most
- Lesena steza
- Most iz kamnitih plošč
- Mesečev most
- Preprost viseči most
- Preprosto paličje
- Kamni za stopanje

Vse brvi se praviloma raztezajo na kratke razdalje in se lahko uporabljajo za širok spekter uporabe. Zapleten inženiring ni potreben in brvi so zgrajene s takoj dostopnimi materiali in osnovnimi orodji.
Različne vrste oblikovanih brvi vključujejo:
- Lesena brva
- Jeklena brv
- Betonska brv

Tudi brvi je mogoče zgraditi na enak način kot cestne ali železniške mostove; zlasti viseči mostovi in mostovi z nosilci. Nekateri nekdanji cestni mostovi so preusmerili promet na alternativne prehode in so postali mostovi za pešce.
Večina brvi je opremljenih z zaščitnimi ograjami, ki zmanjšujejo nevarnost padca pešcev. Kadar gredo čez prometne ceste ali železnice, lahko vključujejo tudi posebno ograjo ali drugo podobno oviro, ki preprečuje, da bi pešci skakali ali metali izstrelke na promet pod njimi.

### Železnice, avtoceste
Prvotno je bilo običajno, da so potniki prehajali z enega perona na drugega tako, da so stopili čez tire, od sredine 19. stoletja pa je varnost zahtevala postavitev brvi - nadhoda (ali podhoda) na bolj prometnih mestih. Je pa v nekaterih mirnejših območjih možno prečkanje s hojo čez tire.

### Ostalo
Ozke brvi ali pešpoti, ki delavcem omogočajo dostop do delov strukture, ki bi jih sicer težko dosegli, so vzdrževalne brvi. Take so nad odrom (gledališka brv) v gledališču, med deli stavbe, ob strani mostu, na notranji strani tunela, na zunanji strani katerega koli velikega skladiščnega rezervoarja v rafineriji ali drugje itd.

## V državah v razvoju
Od začetka 1980-ih je več dobrodelnih organizacij razvilo standardizirane zasnove brvi, ki so trajnostne za uporabo v državah v razvoju. Prva dobrodelna ustanova, ki je razvila takšne modele, je bila Helvetas iz Züricha v ŠviciOblike, ki jih je mogoče trajnostno in učinkovito uporabljati v državah v razvoju, so običajno na voljo javnosti brezplačno.

## Dolgi mostovi za pešce
22. julija 2017 je bil odprt Champlain Bridge Ice Control Structure, nov most, zgrajen samo za kolesarje in pešce, ki je vzporeden z mostom Champlain Bridge, ki prečka reko svetega Lovrenca v Quebecu zahodno do otoka Nun (L'ile Des Soeurs) in Otok Montreal je bil izmerjen s kalibrirano napravo kot dolg 2292 metrov, ki se začne in konča tam, kjer se pohodna pot dviga nad tlemi in lahko pešec dostopa do mostu.
Sky Bridge 721, najdaljši viseči most za pešce, ki se razteza čez goro Králický Sněžník na Češkem, so odprli maja 2022. 721 metrov most visi 95 metrov nad tlemi.
Most za pešce v United Wholesale Mortgage v Pontiacu v Michiganu je najdaljši zaprti most za pešce, dokončan 1. oktobra 2021. 305-metrski most je bil del 250 milijonov dolarjev vrednega projekta za pisarne UWM, ki je preuredil nekdanje skladišče in uporabil ladijske zabojnike za pisarne, hodnikih in drugih prostorih.
Brv Walkway Over The Hudson je bila prvotno zgrajena za vlake, pred kratkim pa je bila obnovljena kot pešpot. Brv ima skupno dolžino 2063 metrov. Preden so ga leta 2011 porušili, je bil most Hornibrook, ki je prečkal zaliv Bramble Bay v Queenslandu v Avstraliji, daljši od mostu Poughkeepsie z 2,684 km.

## Prednosti
Veliko podeželskih potovanj poteka po lokalnih pešpoteh, stezah in vaških cestah. Te zagotavljajo bistven dostop do vode, drv, kmetijskih zemljišč in klasificirane cestne mreže. Za to infrastrukturo so na splošno odgovorne skupnosti in/ali lokalna vlada.

## Slabosti
Nadhodi za pešce nad avtocestami ali železnicami so dragi, zlasti kadar so potrebna dvigala ali dolge klančine za uporabnike invalidskih vozičkov. Brez dvigal ali klančin ljudje z gibalnimi ovirami ne bodo mogli uporabljati zgradbe. Ljudje morda raje hodijo čez prometno cesto, kot da bi se povzpeli na nadhod in to lahko pripišemo temu, da se jim mudi ali preprosto zaradi občutka utrujenosti pri vzpenjanju po stopnicah. Priporočljivo je, da se nadhodi uporabljajo samo tam, kjer število uporabnikov upravičuje stroške. Koncept delovanja brvi temelji na ideji, da morajo pešci prehoditi daljšo razdaljo in se bolj fizično naprezati, da prometni tok ni moten. To ni v skladu s trajnostnimi cilji prometnega sistema, ki spodbuja aktivno potovanje, kot sta hoja in kolesarjenje. Sprememba politike za povečanje varnosti in prehodnosti bi lahko vključevala prenos truda pri prečkanju ceste na voznike, ki bodo morali čakati dlje, da bodo lahko pešci varno prečkali cesto na ravni ulice.
Ozke, zaprte strukture lahko povzročijo dojemanje nizke osebne varnosti med uporabniki. Širše strukture in dobra osvetlitev lahko to zmanjšajo.

## Galerija
- Pot čez High Fens, Ardenne, Belgija
- Brv za pešce BP je skrita brv s škatlastimi nosilci v Millennium Parku v Chicagu.
- Brv do pravoslavne cerkve v Grčiji
- Puente de la Mujer v Puerto Maderu je brv in nihajni most.
- Prehod za pešce na ulici Nanjing Road v Šanghaju
- Brv z dvigali na vsakem vogalu štirismernega križišča v Tokiu
- Brv Tamchog Chakzam, Butan